# Epidota
L'epidota, o epidot, és un mineral de la classe dels silicats, normalment de color verd pistatxo, que forma part del grup de l'epidota i està constituït per calci, alumini i ferro, Ca₂(Al, Fe)₃(SiO₄)₃(OH). El seu nom prové del grec epidotós (augmentat), al·ludint al fet que les bases del prisma són de creixement desigual. L'epidota, s'usa rarament com a gemma, presenta interès purament mineralògic, científic i col·leccionista.

## Propietats
L'epidota és un mineral de calci, ferro i alumini, Ca₂(Al, Fe)₃(SiO₄)₃(OH), que forma part del grup dels VIII-Sorosilicats (pot presentar impureses de manganès, crom, etc.). Cristal·litza en el sistema monoclínic i forma cristalls prismàtics columnars amb abundants cares brillants i finament estirades. Té una duresa de 6,5 a 7 a l'escala de Mohs, una densitat d'entre 3,2 i 3,6 g/cm³ i una lluïssor vítria intensa i resinosa. La seva diafanitat és transparent tirant cap a translúcid i presenta macles a [100]. Aquest mineral, de vegades es presenta incolor, encara que sovint té un color verd pistatxo, verd groguenc, verd fosc, marró o gris, la seva ratlla és blanca o gris. Cal destacar que forma és perfectament exfoliable, molt dur, pesant, fràgil insoluble en aigua i molt fàcil de fondre.
Segons la classificació de Nickel-Strunz, l'epidota pertany a «09.BG: Sorosilicats amb grups barrejats de SiO₄ i Si₂O₇; cations en coordinació octaèdrica [6] i major coordinació» juntament amb els següents minerals: al·lanita-(Ce), al·lanita-(La), al·lanita-(Y), clinozoisita, dissakisita-(Ce), dol·laseïta-(Ce), epidota-(Pb), khristovita-(Ce), mukhinita, piemontita, piemontita-(Sr), manganiandrosita-(La), tawmawita, manganipiemontita-(Sr), ferrial·lanita-(Ce), clinozoisita-(Sr), manganiandrosita-(Ce), dissakisita-(La), vanadoandrosita-(Ce), uedaïta-(Ce), epidota-(Sr), al·lanita-(Nd), ferrial·lanita-(La), åskagenita-(Nd), zoisita, macfal·lita, sursassita, julgoldita-(Fe2+), okhotskita, pumpel·lyita-(Fe2+), pumpel·lyita-(Fe3+), pumpel·lyita-(Mg), pumpel·lyita-(Mn2+), shuiskita, julgoldita-(Fe3+), pumpel·lyita-(Al), poppiïta, julgoldita-(Mg), ganomalita, rustumita, vesuvianita, wiluïta, manganovesuvianita, fluorvesuvianita, vyuntspakhkita-(Y), del·laïta, gatelita-(Ce) i västmanlandita-(Ce).
L'epidota, sovint es troba a les esquerdes de roques magmàtiques, o associat amb els skarns. Es forma com a metamorfisme de baixa temperatura i pressió alta, especialment a les calcàries dolomítiques; també a causa del contacte amb roques ígnies i en el metamorfisme regional.

## Localització, extracció i ús
Aquest mineral és molt abundant constituint altres tipus de roques i apareix, normalment formant bells cristalls de color verd fosc transparent a Krappenwand (Àustria). També s'han trobat boniques cristal·litzacions a Le Bourg-d'Oisans (França), Arendal (Noruega), al monts de Naziamskie (Urals) i als EUA. A Espanya, és bastant corrent com a mineral petrogràfic i abunda al País Basc, i a les pegmatites de la serra d'Àvila i Almadén.
Pel que fa a Catalunya, s'han trobat bonics exemplars a Espot (Pallars Sobirà) i a Malpàs (Alta Ribagorça). També ha estat descrita a la pedrera Can Rovira, a Sant Fost de Campsentelles (Vallès Oriental, Barcelona).